# RealD

Logo des Unternehmens

RealD ist ein digitales 3D-Polarisationssystem für 3D-Filme, das, anders als manche ältere Verfahren, keine zwei Projektoren benötigt. Ein weiterer Vorteil des RealD-Systems besteht darin, dass schon vorhandene DLP-Projektoren genutzt werden können – ergänzt aber durch einen Projektor-Vorsatz, 3D-Brille und besondere silberbeschichtete Leinwände (siehe Abschnitt Leinwand).
Das RealD-3D-System basiert auf einem elektrooptischen Modulator, genannt ZScreen, der von dem US-amerikanischen Erfinder Lenny Lipton erdacht wurde.
Das RealD-System wird in Deutschland in 233 Kinos eingesetzt.

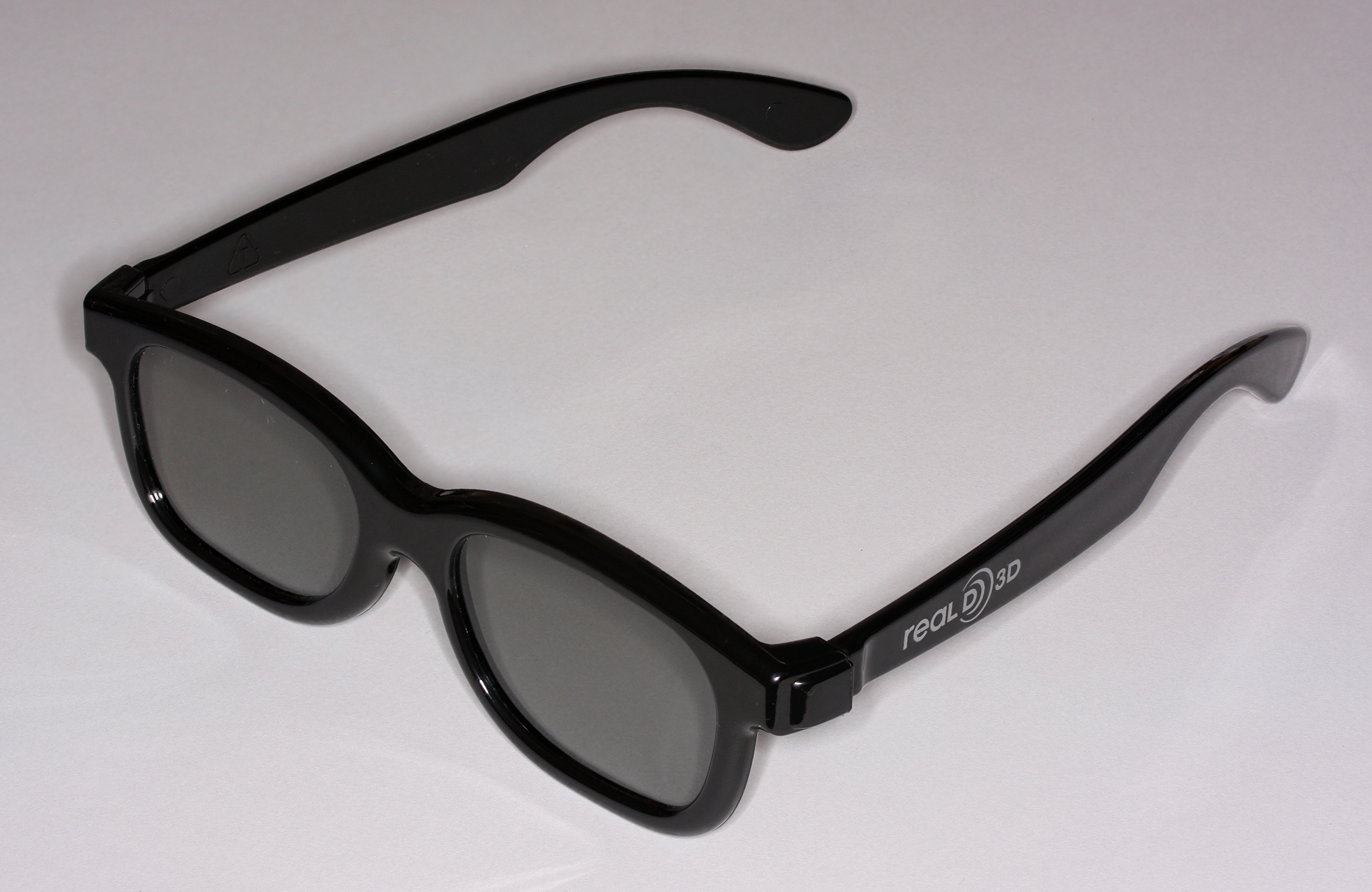
3D-Brille RealD-Verfahren

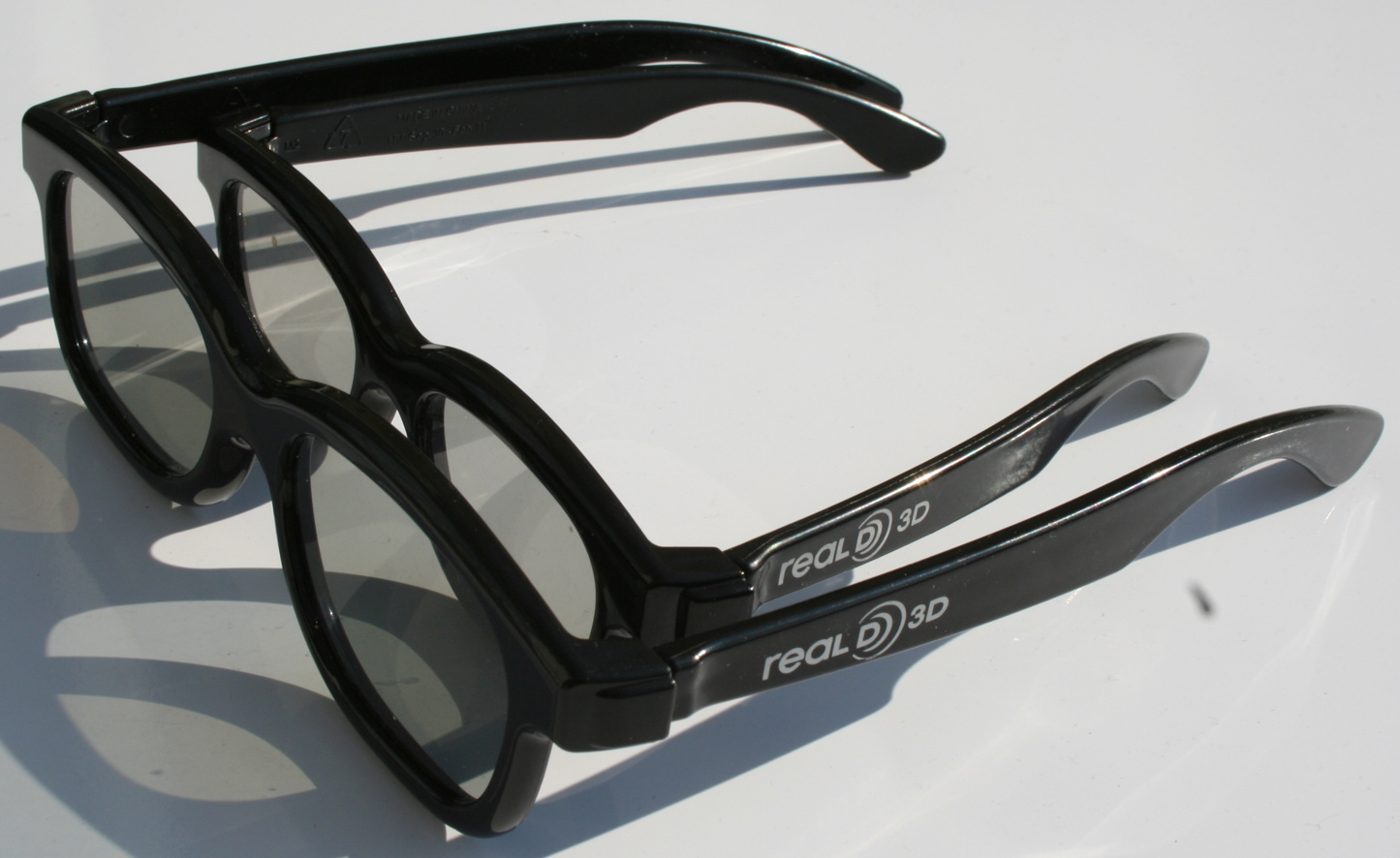
RealD-Brille für Kinder im Größenvergleich

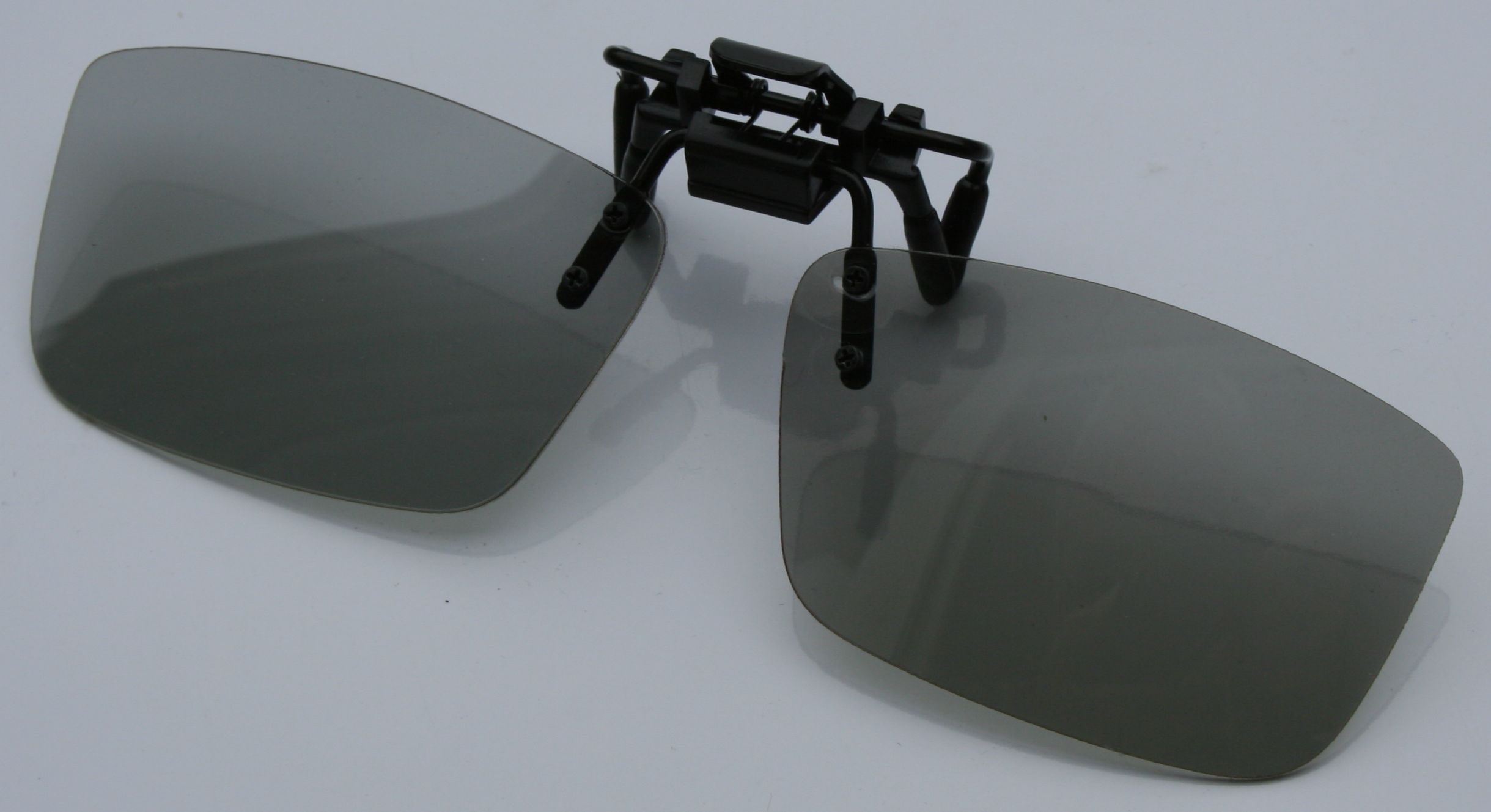
RealD-kompatible Ansteckbrille für Brillenträger

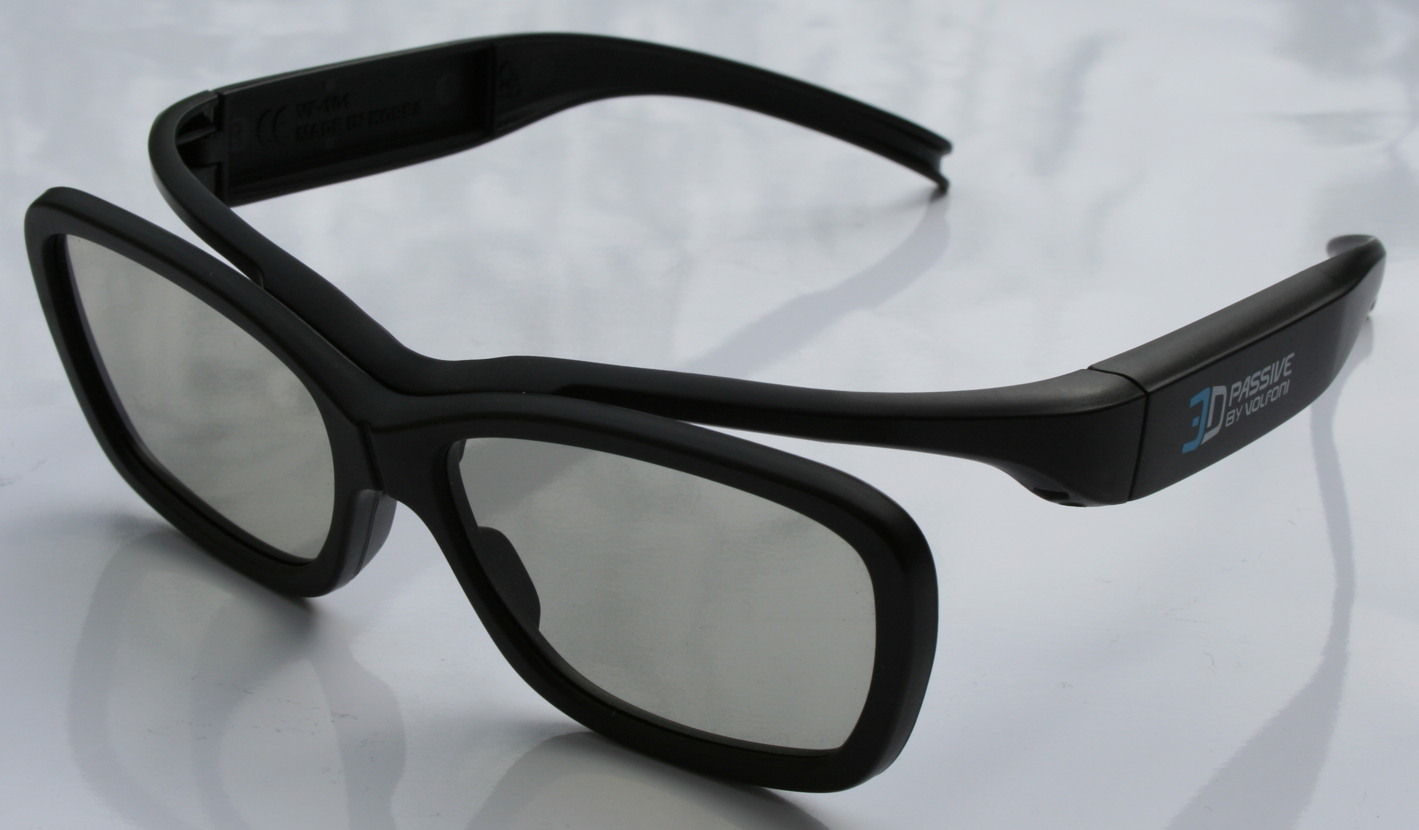
Überbrille mit großem Abstand für Brillenträger, kompatibel mit RealD

## Technik
Die Technik, die RealD nutzt, ist vergleichbar mit der traditionellen Methode zur 3D-Projektion, die lineare Polarisation nutzt. Bei der traditionellen Methode werden zwei linear polarisierte Bilder auf die gleiche Leinwand projiziert, die um +45° bzw. −45° gegenüber der Horizontalen geneigt polarisiert sind. Die in den gleichen Winkeln polarisierenden Brillengläser der Zuschauer sorgen dafür, dass jedes Auge nur das richtige Bild sieht. Diese Art der 3D-Projektion benötigt zwei Projektoren und hat den Nachteil, dass es zu Geisterbildern kommt, wenn der Zuschauer den Kopf zur Seite neigt und damit die Winkel der Polarisationsfilter von Projektor und Brille nicht mehr genau übereinstimmen.
RealD jedoch benötigt nur einen einzigen Projektor, der abwechselnd das rechte und das linke Bild projiziert und zirkular polarisiertes Licht nutzt. Ein LCD-Element vor dem Projektionsobjektiv polarisiert das Licht für das eine Auge im Uhrzeigersinn und für das andere im Gegenuhrzeigersinn. In den Zuschauerbrillen sitzt eine Kombination aus einer λ/4-Verzögerungsplatte und einem Polarisationsfilter. Die Verzögerungsplatte wandelt das zirkular polarisierte Licht in linear polarisiertes um. Unterschiedliche Orientierungen der Verzögerungsplatten (die senkrecht aufeinander stehen und mit der Horizontalen jeweils ein Winkel von ±45° bilden) in den Brillengläsern sorgen dafür, dass
jeweils nur in einem Glas rechts zirkular polarisiertes Licht in horizontal linear polarisiertes umgewandelt wird. In dem anderen Glas wird links zirkular polarisiertes Licht in horizontal linear polarisiertes Licht umgewandelt. Nachfolgende Polarisatoren auf der Augenseite der Gläser sind beide horizontal  (Durchlassrichtung) ausgerichtet. Dadurch ist gewährleistet, dass jedes Auge nur sein Bild sieht und das sogar dann, wenn der Zuschauer den Kopf neigt. Die sehr hohe Bildwiederholungsrate von 72 Bildern pro Sekunde und Auge sorgen für ein flimmerfreies Bild. Da das Videosignal nur 24 Bilder pro Sekunde liefert, wird bei RealD jedes Bild dreimal projiziert, um einen Flimmer-Effekt zu vermeiden.

## Leinwand
Um das Polarisationsverfahren nutzen zu können, ist eine silberbeschichtete Leinwand nötig, die das Licht reflektiert. Bei einer Projektion auf eine herkömmliche weiße Leinwand geht die Polarisation des Lichts verloren, da das Licht auf der Oberfläche der Leinwand gestreut wird. In der Regel sind herkömmliche Kinos jedoch mit einer weißen Leinwand ausgestattet.
Das Problem der zusätzlich benötigten Silberleinwand lässt sich umgehen, wenn statt der Polarisation die abwechselnde Projektion der Bilder für das linke bzw. rechte Auge genutzt wird (also nicht RealD verwendet wird). Durch die Verwendung von Shutterbrillen, die (per Infrarotsignal angesteuert) abwechselnd das eine und dann das andere Brillenglas dunkel schalten, kann die herkömmliche Leinwand verwendet werden, jedoch sind die hier zum Einsatz kommenden Shutterbrillen um Größenordnungen teurer. Auch beim Einsatz von Interferenzfiltertechnik kann auf den Einsatz einer Silberleinwand verzichtet werden.